# فولپمه
فولپمه (به آلمانی: Fulpmes) یک منطقهٔ مسکونی در اتریش است که در اینسبروک لند واقع شده‌است. فولپمه ۱۶٫۷۷ کیلومتر مربع مساحت دارد ۹۳۷ متر بالاتر از سطح دریا واقع شده‌است.